# Einband-Weltmeisterschaft 1981

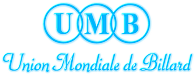
Logo UMB (ausrichtender Verband)

Veranstaltungsort: Murcia (Stadt)

Die Einband-Weltmeisterschaft 1981 war das elfte Turnier in dieser Disziplin des Karambolagebillards und fand vom 7. bis zum 10. Mai 1981 in Murcia, in der spanischen Provinz Murcia, statt. Es war die zweite Einband-Weltmeisterschaft in Spanien.

## Geschichte
Nach vier Siegen in Folge musste Raymond Ceulemans seinen WM-Titel an seinen Landsmann Ludo Dielis abgeben. Dielis verlor nur eine Partie gegen den Japaner Nobuaki Kobayashi. Überraschender Dritter mit dem zweitschlechtesten Generaldurchschnitt aller Teilnehmer wurde der Murcianer José Quetglas. Die spektakulärste Partie des Turniers lieferten sich Ludo Dielis und Thomas Wildförster, der für den Deutschen Meister Dieter Müller am Turnier teilnahm. Dielis spielte die Turnierhöstserie von 117 Punkten und Wildförster konterte direkt mit 95 Punkten verlor aber mit 134:200 in nur sechs Aufnahmen.

## Modus
Gespielt wurde in einer Finalrunde „Jeder gegen Jeden“ bis 200 Punkte.

## Abschlusstabelle

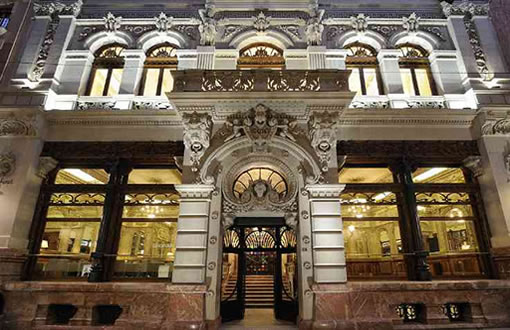
Casino de Murcia

| MP    | Match Points (Sieger = 2; Unentschieden = 1; Verlierer = 0) |
| Pkte. | Erzielte Karambolagen                                       |
| Aufn. | Benötigte Versuche                                          |
| GD    | Generaldurchschnitt                                         |
| BED   | Bester Einzeldurchschnitt eines Spielers                    |
| HS    | Höchstserie                                                 |
|       | Bester GD des Turniers                                      |
|       | Bester ED des Turniers                                      |
|       | Beste HS des Turniers                                       |
|       | 1. Platz (Gold)                                             |
|       | 2. Platz (Silber)                                           |
|       | 3. Platz (Bronze)                                           |

| Platz                     | Name                   | MP   | Pkte | Aufn. | GD    | BED   | HS  |
| ------------------------- | ---------------------- | ---- | ---- | ----- | ----- | ----- | --- |
| 1                         | Ludo Dielis            | 12:2 | 1377 | 102   | 13,50 | 33,33 | 117 |
| 2                         | Raymond Ceulemans      | 12:2 | 1312 | 127   | 10,33 | 20,00 | 92  |
| 3                         | José Quetglas          | 8:6  | 1163 | 215   | 5,40  | 6,45  | 34  |
| 4                         | Christ van der Smissen | 6:8  | 1339 | 174   | 7,69  | 12,50 | 80  |
| 5                         | Nobuaki Kobayashi      | 6:8  | 1339 | 196   | 6,83  | 11,76 | 49  |
| 6                         | Thomas Wildförster     | 4:10 | 996  | 138   | 7,21  | 8,69  | 95  |
| 7                         | Javier Arenaza         | 4:10 | 1003 | 161   | 6,22  | 11,76 | 48  |
| 8                         | Osvaldo Berardi        | 4:10 | 978  | 195   | 5,01  | 7,40  | 39  |
| Turnierdurchschnitt: 7,26 |                        |      |      |       |       |       |     |